# بوكلاو انان
بوكلاو انان (بالتايلندية: ปกเกล้า อนันต์) (4 مارس 1991 ببانكوك في تايلاند - ) هو لاعب كرة قدم تايلندي في مركز الوسط. شارك مع منتخب تايلاند تحت 20 سنة لكرة القدم ومنتخب تايلاند تحت 23 سنة لكرة القدم ومنتخب تايلاند لكرة القدم. أما مع النوادي، فقد لعب مع نادي تشونبوري وPolice United F.C. ‏ وThai Honda F.C. ‏.

## وصلات خارجية
- بوكلاو انان على موقع قاعدة بيانات كرة القدم.إي يو (الإنجليزية)
- بوكلاو انان على موقع ناشيونال فوتبول تيمز (الإنجليزية)
- بوكلاو انان على موقع Soccerway.com (الإنجليزية)
- بوكلاو انان على موقع عالم كرة القدم.نت (الإنجليزية)